# Ramscheid (Finnentrop)
Ramscheid ist ein Ort in der Gemeinde Finnentrop im Kreis Olpe, Nordrhein-Westfalen im südlichen Teil des Sauerlandes mit rund 30 Einwohnern. Ramscheid liegt auf etwa 390 m. ü. NN.

## Geschichte

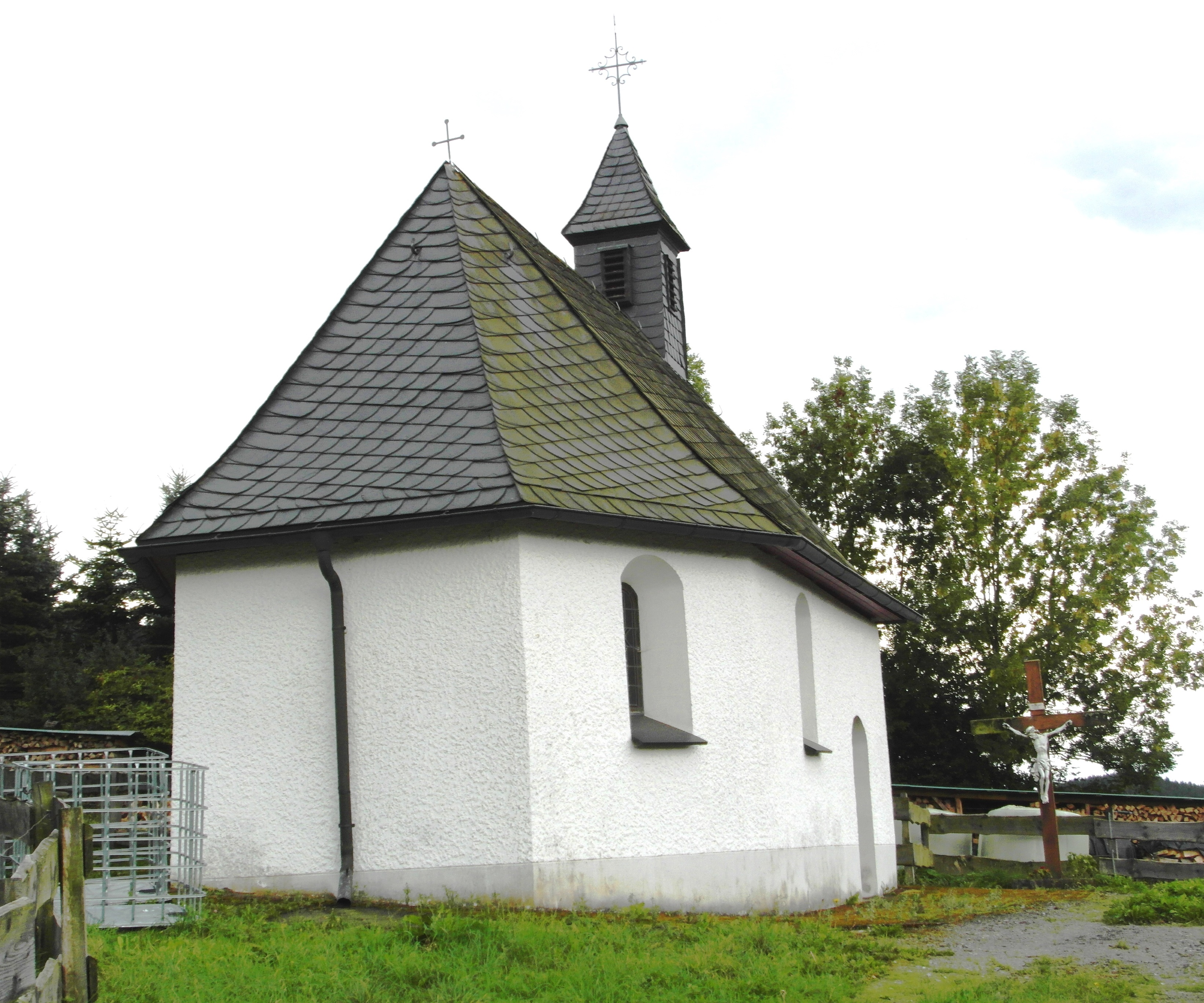
Denkmalgeschützte Dorfkapelle St. Agatha

### Herkunft der Ortsbezeichnung
Urkundliche Hinweise auf die Existenz des Ortes gehen zurück bis in das 14. Jahrhundert. Beispielhaft seien erwähnt, 1313: Rambesbike, 1338: in Ramesbeke in parochia Slipruden, 1565: Rammeßbecke, ab 1655/57 Wechsel des Namens auf Endung „-schede“: Holthofer zu Rambschede (in einem Zehntlösenregister). Ausgehend von dem Grundwort „-bike/-beke“ als Hinweis auf ein Gewässer (oder einen Bach) und dessen Anknüpfung an das mittelniederdeutsche „ramese“ für Bärlauch, hält Floer eine Deutung des Ortsnamens als „Bach, dessen Umgebung mit Bärlauch bewachsen ist“, für wahrscheinlich.

### Die historischen Höfe
Politisch gehörte Ramscheid zum Herrschaftsbereich der Werler Amtsgrafen, aus denen durch Umzug nach Arnsberg im 11. Jahrhundert die Grafen von Arnsberg hervorgegangen sind. Im Jahr 1368 wurden die Erzbischöfe von Köln deren Rechtsnachfolger.
Die frühe Entwicklung des Ortes Ramscheid ist geprägt durch die vier Bauernhöfe Holthof, Japes, Sievert und Volmer. Entsprechend den vorgenannten politischen Verhältnissen handelte es sich um gräflich-arnsbergische, später erzbischöflich-kölnische Lehnsgüter, dann um freie Bauerngüter.
Als gräfliche Lehnsträger erscheinen zur Zeit der Arnsberger Grafen im 14. Jahrhundert die Ritterfamilien v. Elsepe (Elspe) und v. Dusentschuren (Dünschede). Diese Familien spielen auch in der Geschichte der Orte Elspe und Dünschede eine Rolle. Im Einzelnen belehnten die Grafen von Arnsberg mit einem Ramscheider Hof zunächst den Heydenricus de Dusentschuren und mit einem anderen Hof den Herbordus de Elsepe. Es handelt sich bei diesen Fällen um die Höfe, die später im 15. Jahrhundert in die Hände der Bauern Sievert und Japes gelangt sind.
Die erste Belehnung, die für den Holthof (gilt als der bedeutendste der Ramscheider Höfe) bekannt ist, wird im Jahre 1371 vom Erzbischof von Köln für Antonius de (= von) Ramesbecke ausgesprochen (Wortlaut in der Übersetzung: „Antonius von Ramesbeke hat den Haupthof in Ramesbeke in der Pfarrei Schliprüthen empfangen und ist aus besonderer Gnade damit belehnt worden.“). Der Name „Holthof“ erscheint in diesem Wortlaut nicht, die ersten Holhöfer nannten sich zusätzlich in Anlehnung an die Ortsbezeichnung „von Ramesbeke“.
Im Verlauf der weiteren Geschichte wurden die Höfe in Ramscheid freier Grundbesitz der wirtschaftenden Bauern. Einzelheiten hierzu sind nicht näher dokumentiert. Es ist aber bekannt, dass beengte wirtschaftliche Verhältnisse von Lehnsherren, die zu Verkäufen von Lehnsgütern führten, keine Einzelfälle waren.
Aber auch für frei gewordene Güter bestand eine vermögensabhängige Abgabenpflicht, z. B. zur Finanzierung der Gerichtsbarkeit und der Kirchen. Aus den Steuersätzen, die für Ramscheid aus dem 16. Jahrhundert bekannt sind, kann geschlossen werden, dass der Holthof ein vergleichsweise großer Hof war. Die Steuersätze betrugen z. B. für das Jahr 1543 für den Holthof 5 Goldgulden, für Japes 2,5 Goldgulden, für Sievert ebenfalls 2,5 Goldgulden und für Volmer 1 Goldgulden.

## Sonstiges
Der in einer waldreichen und hügeligen Landschaft liegende Ort hat bis in die Gegenwart seinen ländlichen Charakter bewahrt. Es ist ein holzverarbeitender Betrieb mit 16 Beschäftigten vorhanden, wobei die Namen der Inhaber auf Nachfahren des vorerwähnten Haupthofes von Ramscheid hindeuten. Ein gemeinnütziger Verein hat ein altes Bauernhaus in Ramscheid zu einem Landschulheim mit Freizeitangeboten umgestaltet. Am Ort befindet sich eine im 17. Jahrhundert errichtete Kapelle, die der St. Agatha geweiht ist. Unmittelbar am Ort vorbei verläuft die Trasse der stillgelegten Bahnstrecke Finnentrop–Wennemen, die als Teilstrecke des SauerlandRadrings umgestaltet wurde.